# Баниу (Горж)
Баниу (рум. Baniu) насеље је у Румунији у округу Горж у општини Бораску. Oпштина се налази на надморској висини од 167 m.

## Становништво
Према подацима из 2002. године у насељу је живело 279 становника, од којих су сви румунске националности.